# شرط جزائي
الشرط الجزائي اتفاق يقدر فيه المتعاقدان سلفاً التعويض الذي يستحقه الدائن إذا لم ينفذ المدين التزامه أو إذا تأخر في تنفيذه.